# ميخيل هندريك دي كوك
ميخيل هندريك دي كوك (بالإنجليزية: Michiel Hendrik de Kock)‏ هو شخصية أعمال جنوب أفريقي، ولد في 29 يناير 1898 في Malmesbury, South Africa ‏ في جنوب أفريقيا، وتوفي في 18 سبتمبر 1976 في كيب تاون في جنوب أفريقيا.